# Рейс Польських авіаліній LOT 016
Рейс 16 Польських авіаліній LOT — регулярний рейс пасажирського літака Boeing 767 з Ньюарка, Сполучені Штати, до Варшави, Польща, під час якого 1 листопада 2011 здійснена успішна аварійна посадка у варшавському аеропорту імені Шопена після того, як шасі літака не спрацювало.
Авіалайнер Boeing 767-35DER авіакомпанії LOT виконував плановий міжконтинентальний рейс LO 16 маршрутом Ньюарк—Варшава, але через 30 хвилин після зльоту на його борту вийшла з ладу гідравлічна система. Екіпаж вирішив летіти до пункту призначення, але незадовго до посадки в аеропорту Варшави через відмову гідравлічної системи стійки шасі не випустилися і в результаті лайнер здійснив жорстку посадку на черево. Ніхто з 231 людини (220 пасажирів і 11 членів екіпажу), що знаходилися на його борту, не отримав серйозних травм.

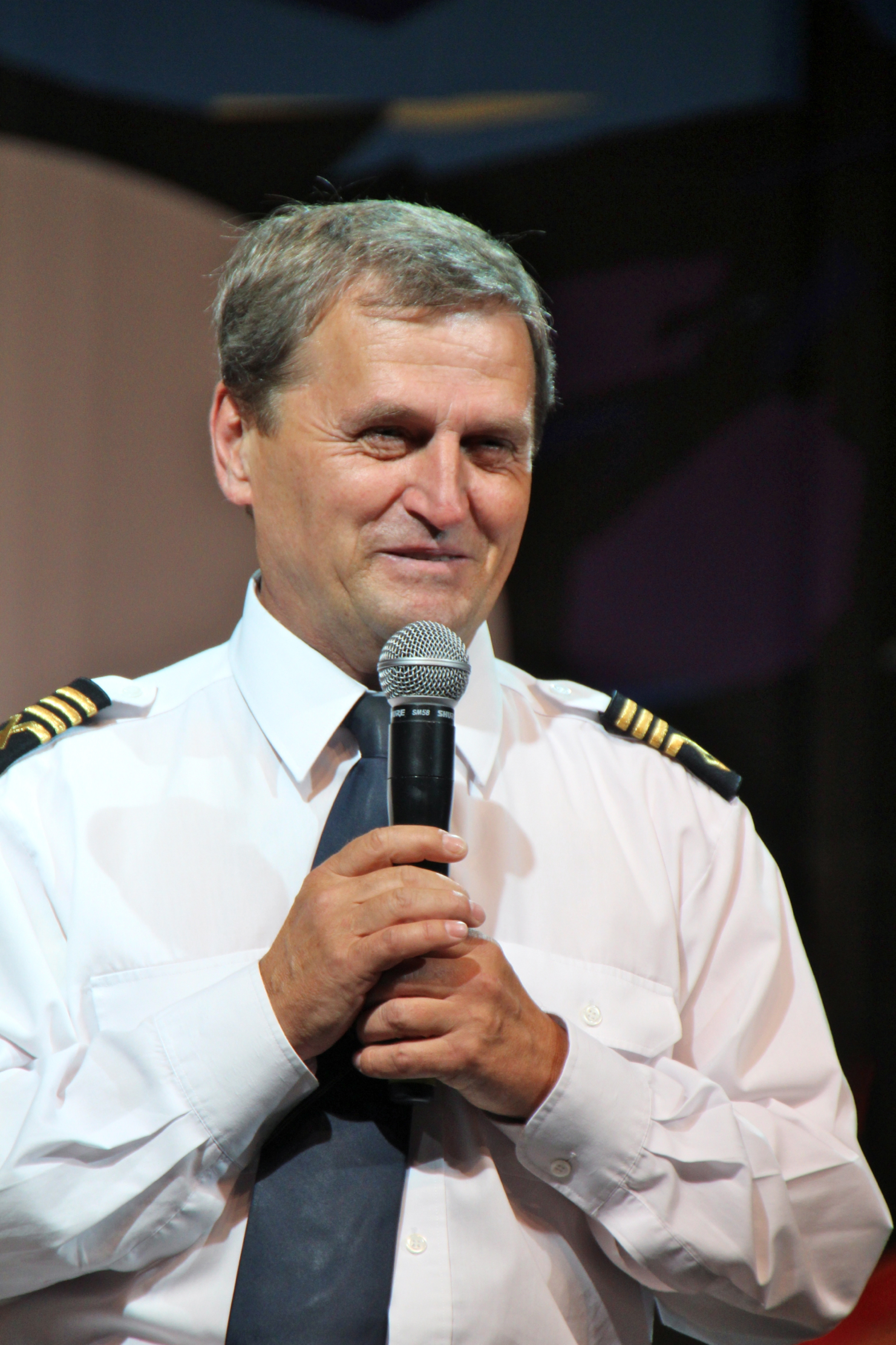
Капітан Тадеуш Врона у 2012

Пілоти рейсу 016 були представлені на нагороду.

## Екіпаж
Літаком керував досвідчений екіпаж, його склад був таким:
Командир повітряного судна (КПС) — 57-річний Тадеуш Врона пол. Tadeusz Wrona. Дуже досвідчений пілот, керував літаком Boeing 757. Налітав 15 980 годин (14 007 з них, як КПС), 13 307 на Boeing 767 (12 432 з них, як КВС).
Другий пілот — 51-річний Єжи Шварц пол. Jerzy Szwarc. Досвідчений пілот, також (як і КПС) керував літаком Boeing 757. Налітав 9431 годину (835 з них, як КПС), 1981 на Boeing 767.
У салоні літака працювали 9 бортпровідників.

## Хронологія подій

### Несправність
Рейс 16 польських авіаліній LOT мав прибути до варшавського аеропорту імені Шопена з міжнародного аеропорту Ньюарк-Ліберті 1 листопада 2011 року о 13:35 за центральноєвропейським часом з 220 пасажирами та 11 членами екіпажу на борту.
Через 30 хвилин після вильоту з Ньюарка екіпаж отримав попередження про несправність центральної гідравлічної системи. Було прийнято рішення продовжити курс до Варшави, щоб використати велику кількість палива, необхідного для трансатлантичного рейсу. Літак продовжив захід на посадку, як зазвичай, але перервав, коли шасі не випустилися.
Екіпаж повідомив авіадиспетчеру в Варшаві, що вони не змогли випустити шасі через збій гідравлічної системи. Капітан вирішив кружляти біля аеропорту більше години, щоб витратити залишок палива та дати час наземним службам аеропорту підготуватися до аварійної посадки, включаючи покриття злітно-посадкової смуги піною для гасіння пожежі. Візуальне спостереження двома винищувачами F-16 ВПС Польщі підтвердило, що жодне шасі не випущено; спроби спустити шасі альтернативним способом також не вдавалися.

### Посадка
Аеропорт був евакуйований до прибуття літака, а дороги навколо аеропорту були закриті для екстрених служб. Інші рейси, які мали прилетіти у Варшаву, були перенаправлені або повернуті до пункту відправлення.
О 14:40 екіпаж здійснив успішну посадку на ЗПС 33, ніхто не постраждав. Усіх людей на борту евакуювали протягом 90 секунд.
Аеропорт залишався закритим для руху до 16:00 3 листопада 2011 року, щоб уможливити видалення уламків зі злітної смуги, а потім остаточну перевірку злітно-посадкових смуг і перонів.

## Культурні аспекти
Аварія рейсу 016 LOT мала бути показана в 23 сезоні канадського документального телесеріалу Розслідування авіакатастроф, але була скасована.

## Зображення

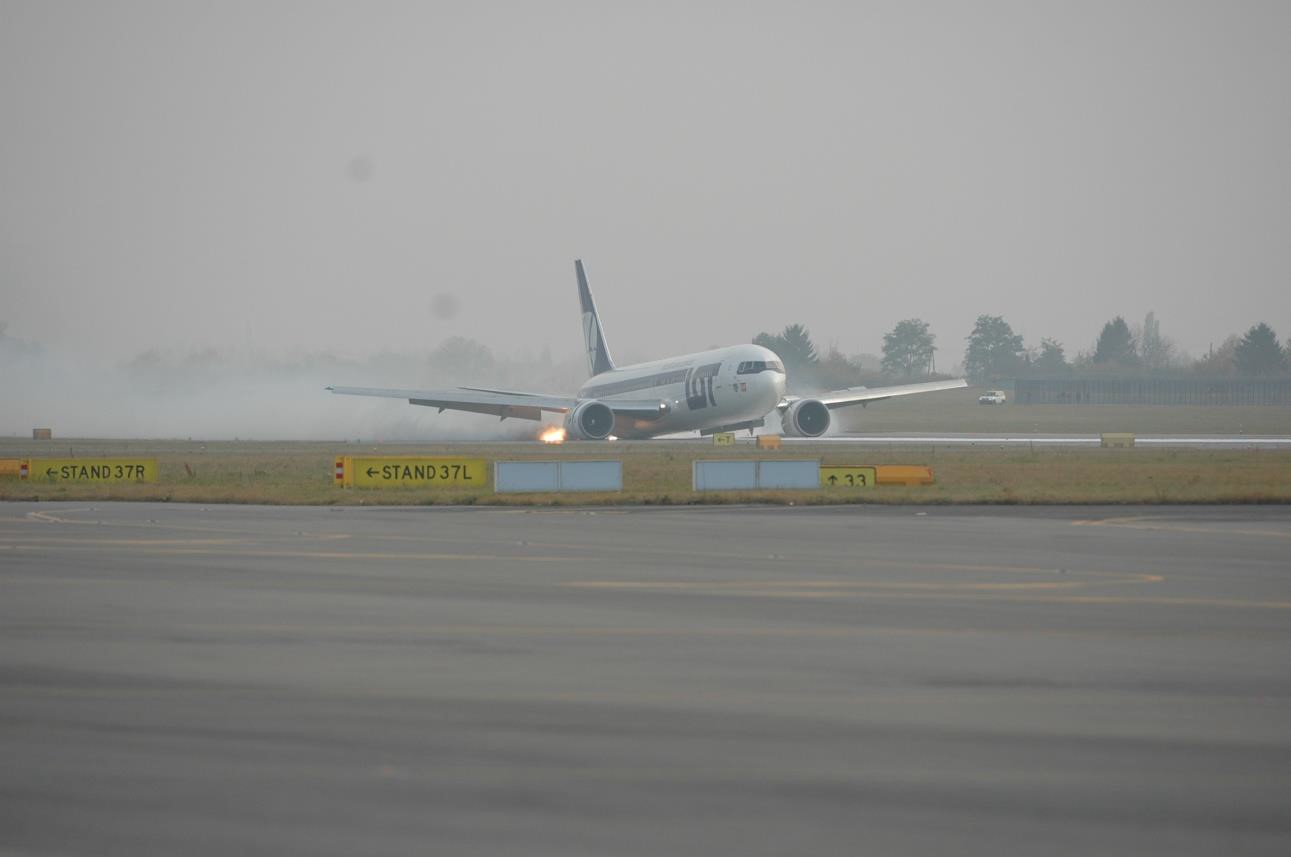
Аварійна посадка, видно іскри від тертя про ЗПС
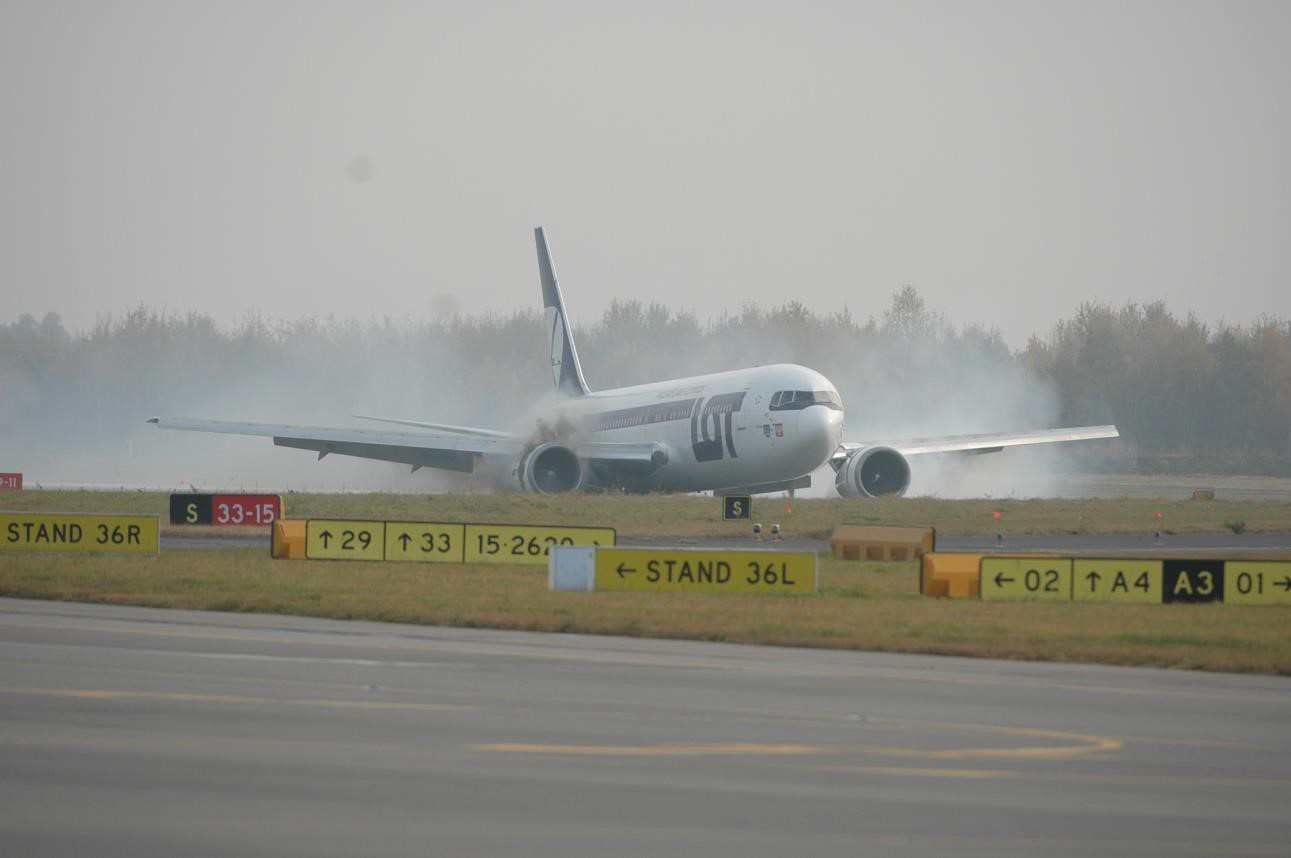
Літак завершує рух смугою
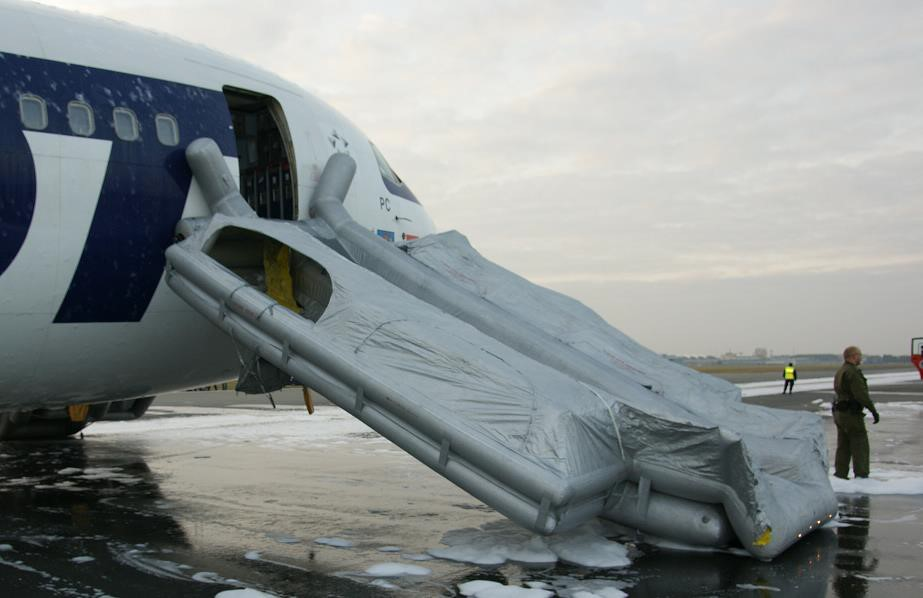
Надувний евакуаційний трап
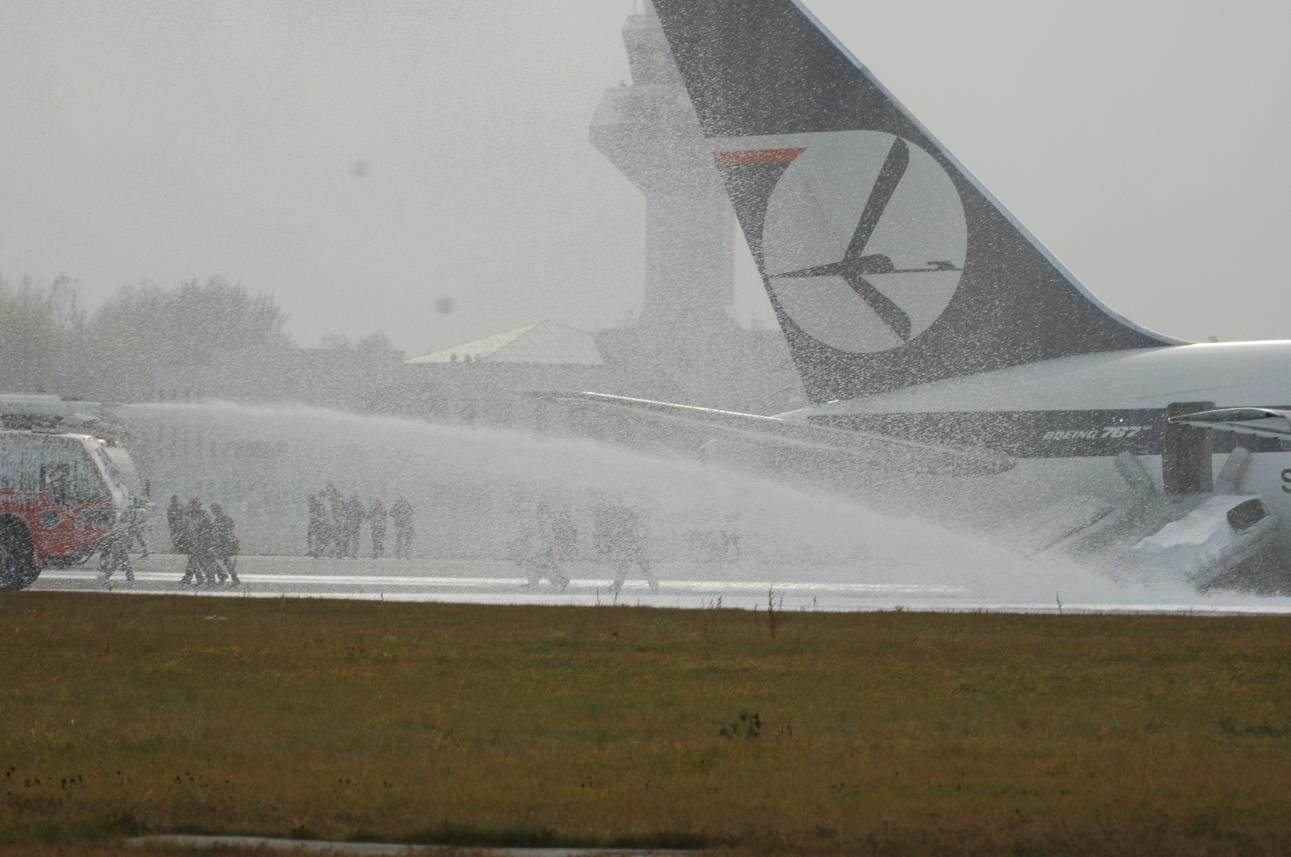
Протипожежні заходи
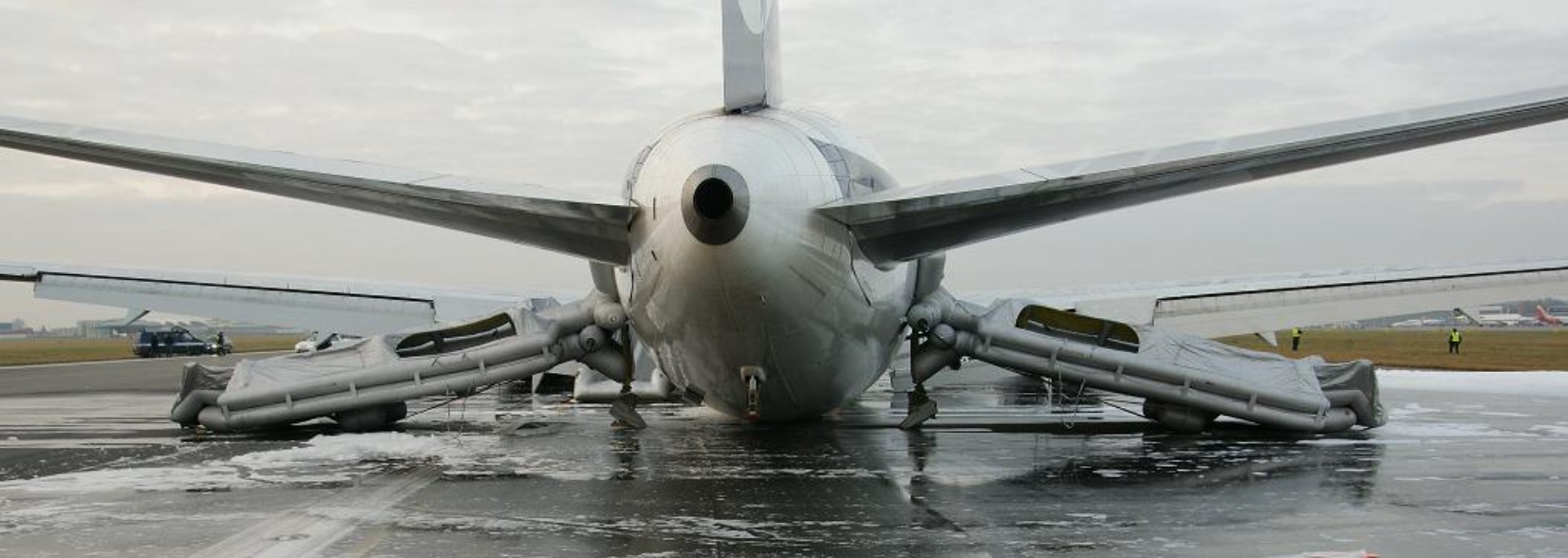
Задні надувні трапи